# Sanae Takasugi
Sanae Takasugi (高杉早苗, Takasugi Sanae) est une actrice japonaise née le 8 octobre 1918 et morte le 26 novembre 1995. 

## Biographie
Sanae Takasugi a tourné dans près de 90 films entre 1934 et 1979.
Elle s'est mariée avec l'acteur de kabuki Ichikawa Danshirō III (ja) avec lequel elle a eu trois enfants, les acteurs de kabuki Ichikawa Ennosuke III et Ichikawa Danshirō IV (ja) et l'actrice Yasuko Ichikawa (ja).

## Filmographie partielle

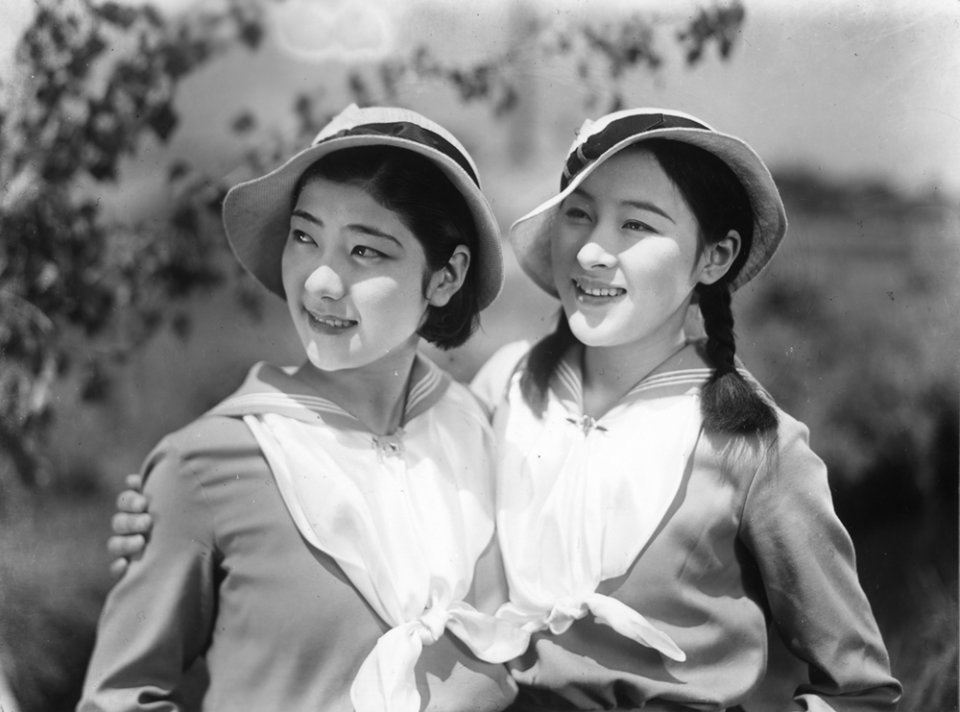
Sanae Takasugi et Yumeko Aizome dans Yaé, ma petite voisine (1934).

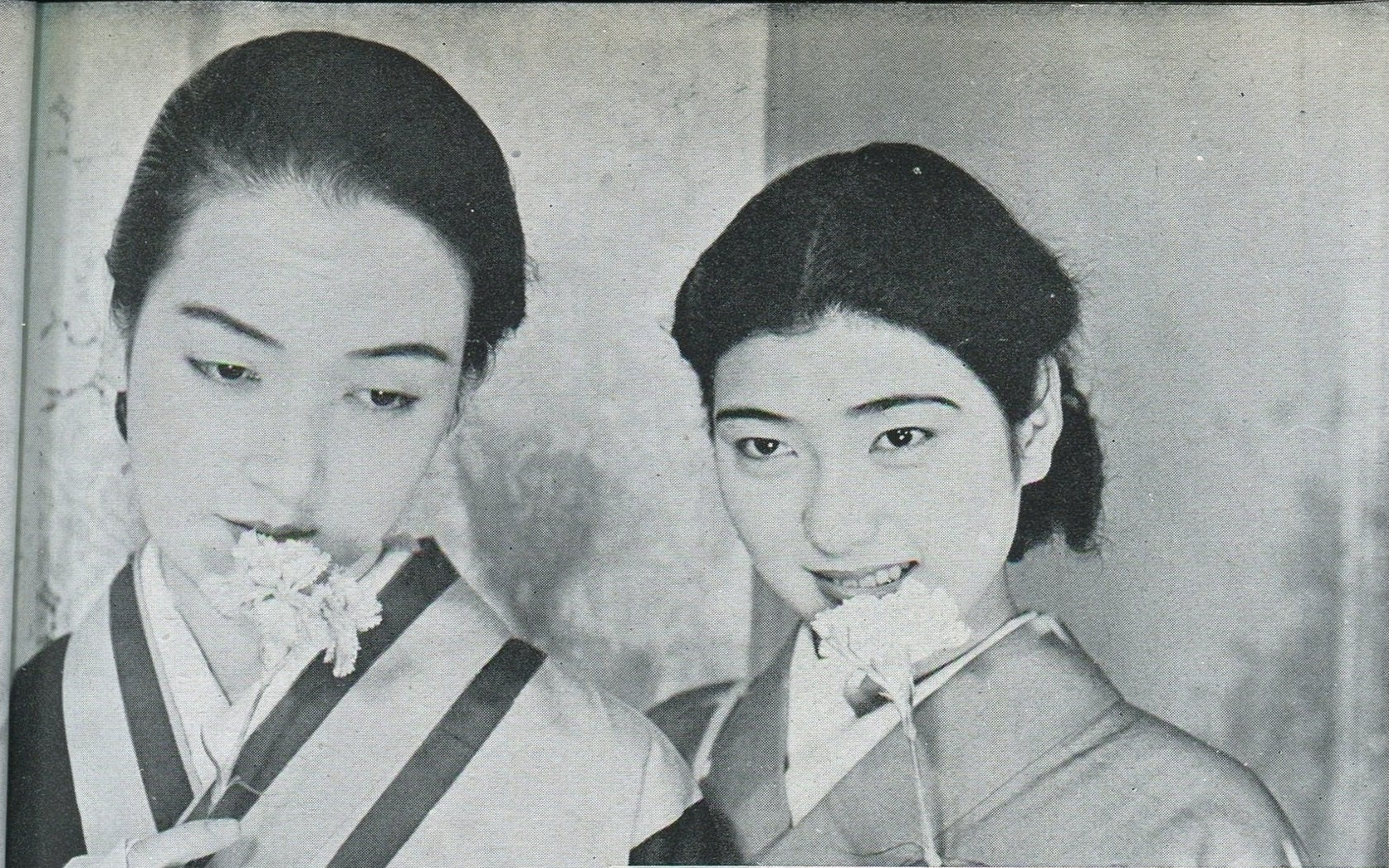
Hiroko Kawasaki et Sanae Takasugi dans Haru yo kokoro araba (1935).

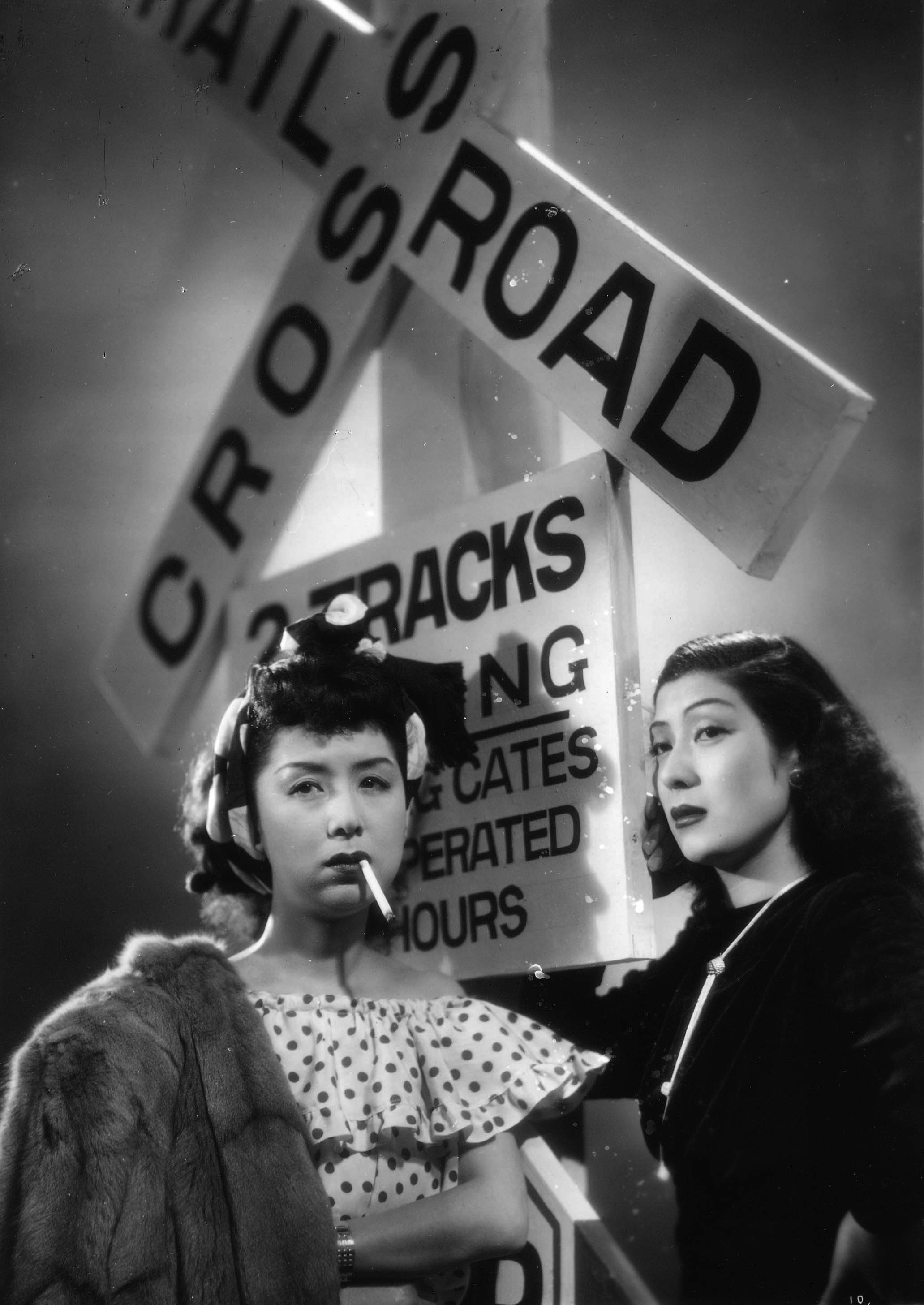
Kinuyo Tanaka et Sanae Takasugi dans Femmes de la nuit (1948).

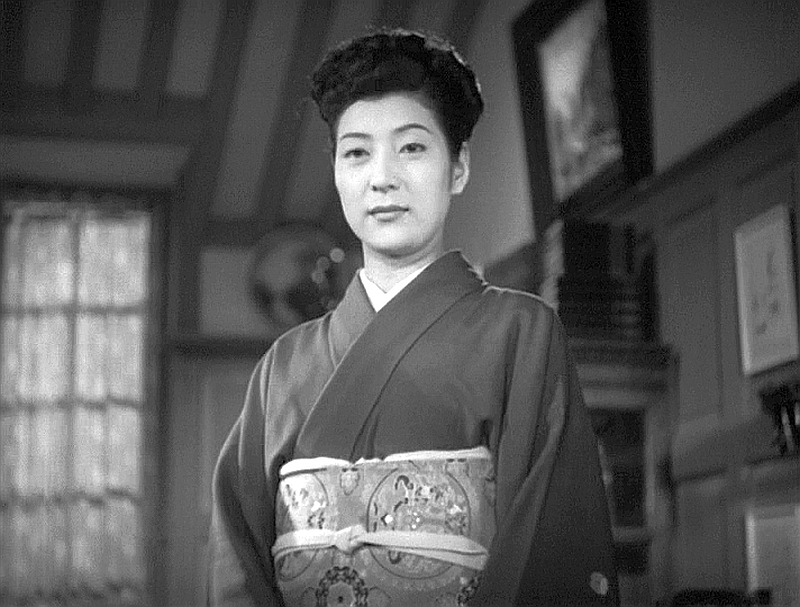
Sanae Takasugi dans Les Sœurs Munakata (1950).

- 1934 : Yaé, ma petite voisine (隣の八重ちゃん, Tonari no Yae-chan?) de Yasujirō Shimazu : Etsuko Manabe
- 1934 : Récit animé d’un mariage (結婚興奮記, Kekkon kōfun-ki?) de Yasujirō Shimazu
- 1934 : Osayo amoureuse (お小夜恋姿, Osayo koisugata?) de Yasujirō Shimazu : Komayakko
- 1934 : Éclipse (金環蝕, Kinkanshoku?) de Hiroshi Shimizu
- 1934 : Le Jeune Universitaire IV (大学の若旦那・日本晴れ, Daigaku no wakadanna: Nihonbare?) de Hiroshi Shimizu
- 1935 : Seppun jūjiro (接吻十字路?) de Keisuke Sasaki
- 1935 : Vivre dans l'aisance (左うちわ, Hidari uchiwa?) de Heinosuke Gosho
- 1935 : Haru yo kokoro araba (春よ心あらば?) de Yoshinobu Ikeda
- 1935 : L'Épanouissement du printemps (若旦那 春爛漫, Wakadanna haruranman?) de Hiroshi Shimizu : Hiroko
- 1935 : Okoto et Sasuke (春琴抄 お琴と佐助, Shunkinsho: Okoto to Sasuke?) de Yasujirō Shimazu : une geisha
- 1935 : Cœur double (双心臓, Sōshinzō?) de Hiroshi Shimizu
- 1935 : Rêve (あこがれ, Akogare?) de Heinosuke Gosho
- 1935 : Eikyū no ai: Zenpen (永久の愛 前篇?) de Yoshinobu Ikeda
- 1935 : Eikyū no ai: Kōhen (永久の愛 後篇?) de Yoshinobu Ikeda
- 1935 : Amour, version luxe (恋愛豪華版, Ren'ai gōka ban?) de Hiroshi Shimizu
- 1935 : Elle a dit qu’elle ne l’aimait pas (彼女は嫌いとひいました, Kanojo wa kirai to iimashita?) de Yasujirō Shimazu
- 1936 : Le collège est un endroit agréable (大学よいとこ, Daigaku yoi toko?) de Yasujirō Ozu : Chiyoko
- 1936 : Réunion de famille (家族会議, Kazoku kaigi?) de Yasujirō Shimazu : Shinobu Ikejima
- 1936 : Hommes contre femmes (男性対女性, Dansei tai josei?) de Yasujirō Shimazu : Akiko
- 1936 : Les Cartes de la jeune mariée (花嫁かるた, Hanayome karuta?) de Yasujirō Shimazu : Hamako
- 1937 : Kōjō no tsuki (荒城の月?) de Keisuke Sasaki : Shizue
- 1937 : Rouge et vert (朱と緑, Shu to midori?) de Yasujirō Shimazu
- 1938 : La Fiancée mordue (噛みついた花嫁, Kamitsuita hanayome?) de Yasujirō Shimazu
- 1938 : Kaze no joō (風の女王?) de Yasushi Sasaki : Shizue
- 1938 : Hotaru no hikari (螢の光?) de Yasushi Sasaki : Sanae Mirota
- 1938 : Ainsi va l’amour (愛より愛へ, Ai yori ai e?) de Yasujirō Shimazu : Miyako
- 1938 : Le Serment d'un peuple (国民の誓, Kokumin no chikai?) de Hiromasa Nomura
- 1938 : Journal d'une famille (家庭日記, Katei nikki?) de Hiroshi Shimizu : Shinako
- 1948 : Femmes de la nuit (夜の女たち, Yoru no onnatachi?) de Kenji Mizoguchi : Natsuko Kimijima
- 1949 : Les lèvres vermeilles n'ont toujours pas disparu (朱唇いまだ消えず, Beni imada kiezu?) de Minoru Shibuya
- 1950 : Shojo takara (処女宝?) de Kōji Shima : Mayumi Tachibana
- 1950 : Les Sœurs Munakata (宗方姉妹, Munakata-shimai?) de Yasujirō Ozu : Yoriko Mashita
- 1951 : La Marche nuptiale (結婚行進曲, Kekkon kōshinkyoku?) de Kon Ichikawa
- 1952 : Yagura daiko (やぐら太鼓?) de Masahiro Makino et Eisuke Takizawa : Osato
- 1952 : Oka wa hanazakari (丘は花ざかり?) de Yasuki Chiba : Asako Shirakawa
- 1952 : Forever My Love (いついつまでも, Itsu itsu made mo?) de Paul Sloane
- 1953 : Épouse (妻, Tsuma?) de Mikio Naruse : Setsuko Sakurai
- 1953 : La Tragédie du Japon (日本の悲劇, Nihon no higeki?) de Keisuke Kinoshita : Mme Akazawa
- 1953 : Hiroba no kodoku (広場の孤独?) de Shin Saburi : Kyōko
- 1954 : Kaze tachinu (風立ちぬ?) de Kōji Shima : l'infirmière Yoshida
- 1954 : Dorodarake no seishun (泥だらけの青春?) d'Ichirō Sugai : Mayumi Kyogoku
- 1954 : La Vallée de l'amour et de la mort (愛と死の谷間, Ai to shi no tanima?) de Heinosuke Gosho
- 1955 : Les Loups (狼, Okami?) de Kaneto Shindō : Tomie Fujibayashi
- 1957 : Élégie du Nord (晩歌, Banka?) de Heinosuke Gosho
- 1967 : Shayō no omokage (斜陽のおもかげ?) de Kōsei Saitō : Chika Taniyama
- 1970 : Vivre aujourd'hui, mourir demain (裸の十九才?) de Kaneto Shindō
- 1976 : Entre l'épouse et la femme (妻と女の間, Tsuma to onna no aida?) de Kon Ichikawa et Shirō Toyoda
- 1978 : Orange Road Express (オレンジロード急行, Orenji rōdo kyūkō?) de Kazuki Ōmori
- 1979 : Shōdō satsujin: Musuko yo (衝動殺人 息子よ?) de Keisuke Kinoshita : Kazuyo Sakai